# Mr. Osomatsu
Mr. Osomatsu (おそ松さん?, Osomatsu-san) è una serie televisiva anime parodistica del 2015 prodotta dalla Pierrot in occasione dell'ottantesimo anniversario dalla nascita di Fujio Akatsuka, autore del manga Osomatsu-kun su cui si basa la suddetta serie.

## Trama
La serie segue le avventure dei gemelli Matsuno ovvero: Osomatsu, Karamatsu, Choromatsu, Ichimatsu, Jyushimatsu e Todomatsu, i quali vanno in giro a combinare guai creando di conseguenza delle situazioni comiche. Mr. Osomatsu descrive i fratelli come se avessero dieci anni in più delle loro controparti originali apparse nel manga del 1962 Osomatsu-kun, mentre gli eventi si svolgono in un ambiente contemporaneo. Tutti i fratelli sono ora cresciuti e hanno sviluppato una propria personalità distintiva, l'unica cosa che li accomuna, oltre all'aspetto, è che sono diventati tutti dei NEET pigri e svogliati. La serie vede come protagonisti i fratelli Matsuno nella loro vita quotidiana (e occasionalmente inventata).

## Personaggi

### Gemelli Matsuno
Osomatsu Matsuno (松野 おそ松?, Matsuno Osomatsu)
Doppiato da: Takahiro Sakurai
È il più grande dei fratelli Matsuno e leader autoproclamato del gruppo. Un appassionato giocatore d'azzardo, trascorre il suo tempo giocando alle pachinko e scommettendo sui cavalli. Si veste spesso di rosso.
Karamatsu Matsuno (松野 カラ松?, Matsuno Karamatsu)
Doppiato da: Yūichi Nakamura
È il secondogenito della famiglia. Crede di essere più figo e più popolare di quanto non sia in realtà e chiama le sue fan girl "Karamatsu Girls". Di tanto in tanto aggiunge parole inglesi nelle sue frasi. La sua caratteristica distintiva sono le sopracciglia folte e spesso si veste di blu, anche se occasionalmente sfoggia una giacca di pelle e degli occhiali da sole.
Choromatsu Matsuno (松野 チョロ松?, Matsuno Choromatsu)
Doppiato da: Hiroshi Kamiya
È il terzogenito e il più responsabile del gruppo. Spesso agisce come un uomo "serio" con i suoi fratelli. I suoi tratti distintivi sono la bocca spigolosa, le pupille più piccole e la mancanza di un ciuffo distintivo nei capelli. Si veste spesso di verde.
Ichimatsu Matsuno (松野 一松?, Matsuno Ichimatsu)
Doppiato da: Jun Fukuyama
È il quartogenito, e il tipo solitario dalla lingua tagliente del gruppo. I suoi tratti distintivi sono i suoi occhi perennemente stanchi, i capelli arruffati e la schiena curva. Spesso si veste di viola.
Jyushimatsu Matsuno (松野 十四松?, Matsuno Jūshimatsu)
Doppiato da: Daisuke Ono
È il quintogenito. È molto energico ma anche piuttosto svampito, mostrando spesso di non avere cura di ciò che succede intorno a lui. Ha la bocca spalancata e un unico ciuffo rispetto ai due degli altri fratelli. Si veste spesso di giallo.
Todomatsu Matsuno (松野 トド松?, Matsuno Todomatsu)
Doppiato da: Miyu Irino
È l'ultimo genito nonché il più estroverso. Spesso usa la sua dolcezza per manipolare gli altri. Ha una bocca più piccola di quella degli altri e delle pupille più grandi. Si veste spesso di rosa.

### Altri
Iyami (イヤミ?)
Doppiato da: Ken'ichi Suzumura
Iyami rimane praticamente invariato rispetto alla sua apparizione originale in Osomatsu-kun, ma viene restituito a un ruolo secondario dopo il suo ruolo di protagonista nella serie anime degli anni '80.
Chibita (チビ太?)
Doppiato da: Sachi Kokuryu
Ex rivale dei gemelli, ora gestisce uno stand che i fratelli Matsuno visitano spesso.
Totoko (トト子?)
Doppiata da: Aya Endō
L'eroina della serie, che si sforza disperatamente di diventare un idol a tema pesce per guadagnare fama e fortuna.
Matsuzo Matsuno (松野 松造?, Matsuno Matsuzō) e Matsuyo Matsuno (松野 松代?, Matsuno Matsuyo)
Doppiati da: Kazuhiko Inoue (Matsuzo) e Kujira (Matsuyo)
I genitori dei protagonisti, con i quali convivono ancora anche da adulti.
Hatabō (ハタ坊?)
Doppiato da: Momoko Saitō
In precedenza era il servitore di vari personaggi, ora gestisce un'azienda multimilionaria, anche se mantiene ancora il suo atteggiamento infantile.
Dekapan (デカパン?)
Doppiato da: Yōji Ueda
È lo stesso identico personaggio della serie degli anni '80.
Dayōn (ダヨーン?)
Doppiato da: Nobuo Tobita
Identico alla sua controparte originale, spesso dice solo il suo nome.
Nyaa Hashimoto (橋本にゃー?, Hashimoto Nyaa)
Doppiato da: Nanami Yamashita
Un idol a tema felino di cui Choromatsu è un grande fan.
Shounosuke Hijirisawa (聖澤 庄之助?, Hijirisawa Shōnosuke)
Doppiato da: Yōji Ueda
Un personaggio senza voce che fa delle apparizioni casuali durante la serie, sia per scherzo che come easter egg.
Girlymatsus (じょし松?, Joshimatsu)
Doppiate da: Takahiro Sakurai, Yūichi Nakamura, Hiroshi Kamiya, Jun Fukuyama, Daisuke Ono e Miyu Irino
Sei amiche che fungono da controparti femminili dei fratelli.

## Media

### Anime
L'anime di Mr. Osomatsu, prodotto dallo studio d'animazione Pierrot, è stato trasmesso in Giappone dal 5 ottobre 2015 al 28 marzo 2016 su TV Tokyo, TVO, TVA, AT-X e BS-Japan per un totale di venticinque episodi. I diritti internazionali sono stati acquistati da Crunchyroll che ha trasmesso la serie in simulcast in versione sottotitolata in varie lingue, tra cui quella italiana. Il primo episodio della serie, che comprendeva un maggior numero di parodie, è stato rimosso dai siti di streaming il 12 novembre 2015 ed è stato sostituito con un OAV nella versione home video. Inoltre, il terzo episodio, che presenta una rozza parodia di Anpanman, è stato modificato nella versione trasmessa su BS Japan e in quella home video. Un episodio speciale, prodotto in collaborazione con la Japanese Racing Association, è stato mandato in onda il 12 dicembre 2016.
Una seconda stagione è stata annunciata nell'aprile 2017, anche se era stata già menzionata scherzosamente nell'uscita Blu-ray intitolata Mr. Osomatsu JRA Special 2016 (おそ松さん おうまでこばなし?, Osomatsu-san ouma de kobanashi). La seconda stagione è stata trasmessa dal 2 ottobre 2017 al 26 marzo 2018 sempre per venticinque episodi. Come la precedente, Crunchyroll ha distribuito la serie in simulcast in versione sottotitolata, anche in italiano.
Un film cinematografico è stato annunciato nell'agosto 2018, dove fu confermato che sia lo staff che il cast principale della serie televisiva sarebbero tornati a ricoprire i medesimi ruoli. La pellicola, intitolata Osomatsu-san the Movie (えいがのおそ松さん?, Eiga Osomatsu-san), è stata proiettata nelle sale nipponiche il 15 marzo 2019.
Una nuova breve serie di sette episodi è stata annunciata nel febbraio 2019, come per il film, furono riconfermati sia i principali membri dello staff e del cast negli stessi ruoli. I cortometraggi andarono in onda dal 1º al 15 marzo 2019.
Una terza stagione è stata annunciata nel luglio 2020 ed è stata trasmessa dal 12 ottobre 2020 al 29 marzo 2021. La serie è stata distribuita in versione sottotitolata in vari Paesi del mondo, tra cui l'Italia.
Due ulteriori film sono stati annunciati nel giugno 2021. Il primo di questi è intitolato Mr. Osomatsu: Hipipo-zoku to kagayaku kajitsu (おそ松さん～ヒピポ族と輝く果実～?, Osomatsu-san ~Hipipo-zoku to kagayaku kajitsu~) ed è stato proiettato l'8 luglio 2022. La pellicola è diretta da Yoshinori Odaka mentre il resto dello staff e del cast sono tornati a ricoprire i medesimi ruoli. Il secondo, Osomatsu-san ~ Tamashī no takoyaki Party to densetsu no o tomari-kai ~ (おそ松さん~魂のたこ焼きパーティーと伝説のお泊り会~?, Osomatsu-san ~ Tamashī no takoyaki Pātī to densetsu no o tomari-kai ~) invece è uscito il 21 luglio 2023.
Nell'agosto 2023 è stata annunciata una serie anime spin-off su una linea di prodotti per cani, chiamata Matsuinu (まついぬ?), basata sulla serie. Quest'ultima è animata da Point Pictures e diretta da Tetsuya Endo, il quale si è anche occupato della sceneggiatura insieme a Hitomi Ogawa. Yūki Nagashima ha curato il character design sulla base dell'originale di FuRyu e Yukari Hashimoto è tornato a comporre la colonna sonora insieme a Ruka Kawada, Tetsuya Shitara e Yayoi Sekimukai. È stata trasmessa all'interno del programma Eeny Meeny Miney Moe di TV Tokyo dal 7 ottobre al 23 dicembre 2023. Ogni corto dura 2 minuti circa.
Una quarta stagione è stata annunciata a giugno 2024. Il secondo studio di Pierrot, responsabile della suddetta stagione, ha assunto il nome Pierrot Films, annunciato il 5 luglio 2024 - un mese dopo - e si occupa della produzione animata di questa stagione. Quest'ultima è diretta da Yoshinori Odaka e viene trasmessa dall'8 luglio 2025.

### Manga
Un adattamento manga di Mr. Osomatsu, disegnato da Masako Shitara, è stato serializzato sulla rivista You di Shūeisha dal 15 gennaio 2016 e si è spostato su Cookie dopo la cancellazione di You. Si è concluso su quest'ultima testata il 26 novembre 2020. I vari capitoli sono stati raccolti in dieci volumi tankōbon dal 25 maggio 2016 al 25 febbraio 2022.
| Nº | Data di prima pubblicazione | Data di prima pubblicazione | Data di prima pubblicazione |
| Nº | Giapponese                  | Giapponese                  |                             |
| -- | --------------------------- | --------------------------- | --------------------------- |
| 1  | 25 maggio 2016              | ISBN 978-4-08-845570-9      |                             |
| 2  | 23 settembre 2016           | ISBN 978-4-08-845648-5      |                             |
| 3  | 24 febbraio 2017            | ISBN 978-4-08-845726-0      |                             |
| 4  | 25 luglio 2017              | ISBN 978-4-08-845797-0      |                             |
| 5  | 25 dicembre 2017            | ISBN 978-4-08-845874-8      |                             |
| 6  | 23 marzo 2018               | ISBN 978-4-08-844017-0      |                             |
| 7  | 25 settembre 2018           | ISBN 978-4-08-844104-7      |                             |
| 8  | 25 febbraio 2019            | ISBN 978-4-08-844162-7      |                             |
| 9  | 25 gennaio 2021             | ISBN 978-4-08-844452-9      |                             |
| 10 | 25 febbraio 2022            | ISBN 978-4-08-844465-9      |                             |

### Light novel
Un adattamento light novel dell'anime, scritto da Yū Mitsuru e illustrato da Naoyuki Asano, è stato pubblicato il 29 luglio 2016.

### Videogiochi
Bandai Namco ha pubblicato un videogioco party basato sulla serie per Nintendo 3DS il 22 dicembre 2016. Un otome game sviluppato da Idea Factory è stato distribuito per PlayStation Vita nel 2017.

### Live action
Nell'agosto 2021 è stato annunciato un film live action ispirato alla serie, il quale è previsto per la primavera 2022. La pellicola vedrà come protagonisti un gruppo di idol dell'agenzia Johnny & Associates a interpretare i vari personaggi, ai quali se ne aggiungeranno alcuni ideati appositamente per il lungometraggio.